# Dąbrówka (roślina)
Dąbrówka (Ajuga L.) – rodzaj bylin z rodziny jasnotowatych. Obejmuje 64 gatunki. Występują one w Europie, Azji, Afryce i Australii, z centrum zróżnicowania w basenie Morza Śródziemnego. W Polsce występuje 5 gatunków, z czego 4 rodzime. Rośliny te zasiedlają murawy, suche zarośla i lasy. 
Szereg odmian uprawnych dąbrówki rozłogowej uprawianych jest jako rośliny ozdobne (w tym mieszańców z dąbrówką kosmatą A. genevensis). Dąbrówka żółtokwiatowa Ajuga chamaepitys jest wykorzystywana jako roślina lecznicza. Ajuga iva z obszaru śródziemnomorskiego ma potencjalnie duże znaczenie w terapii antymalarycznej.

## Rozmieszczenie geograficzne
Zasięg rodzaju obejmuje całą Europę, południową i wschodnią Azję, północną, wschodnią i południową Afrykę i wschodnią Australię. Największe zróżnicowanie jest w basenie Morza Śródziemnego – tylko w Azji Mniejszej rośnie ich 11 gatunków. W Europie obecnych jest 10 gatunków, w Chinach 18.
Gatunki flory Polski
- dąbrówka kosmata, d. genewska (Ajuga genevensis L.)
- dąbrówka piramidalna (Ajuga pyramidalis L.)
- dąbrówka podolska (Ajuga chia Schreb. ≡ A. chamaepitys subsp. chia (Schreb.) Arcang.[10])
- dąbrówka rozłogowa (Ajuga reptans L.)
- dąbrówka żółtokwiatowa (Ajuga chamaepitys (L.) Schreb.) – antropofit zadomowiony

## Morfologia

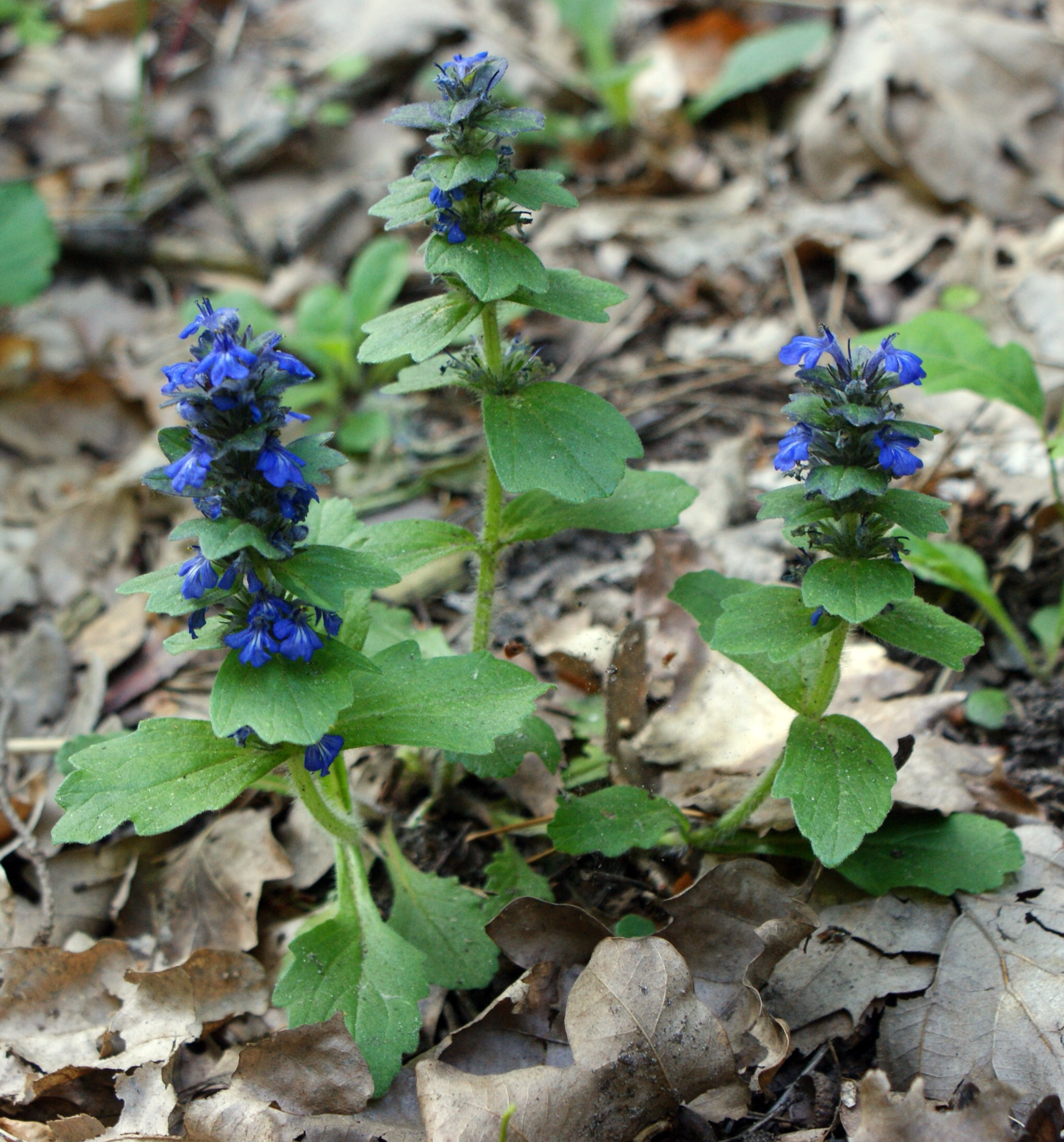
Dąbrówka kosmata

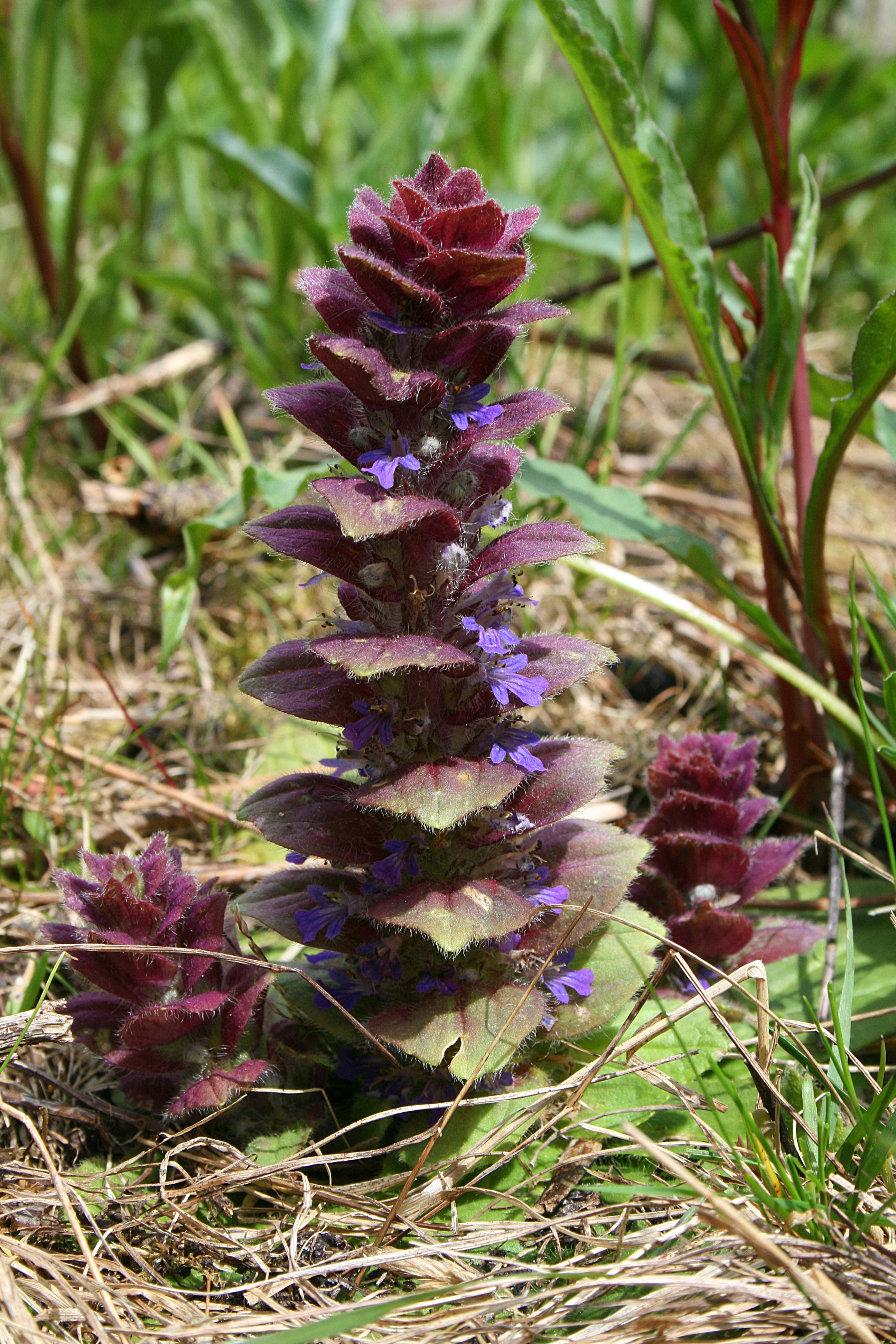
Dąbrówka piramidalna

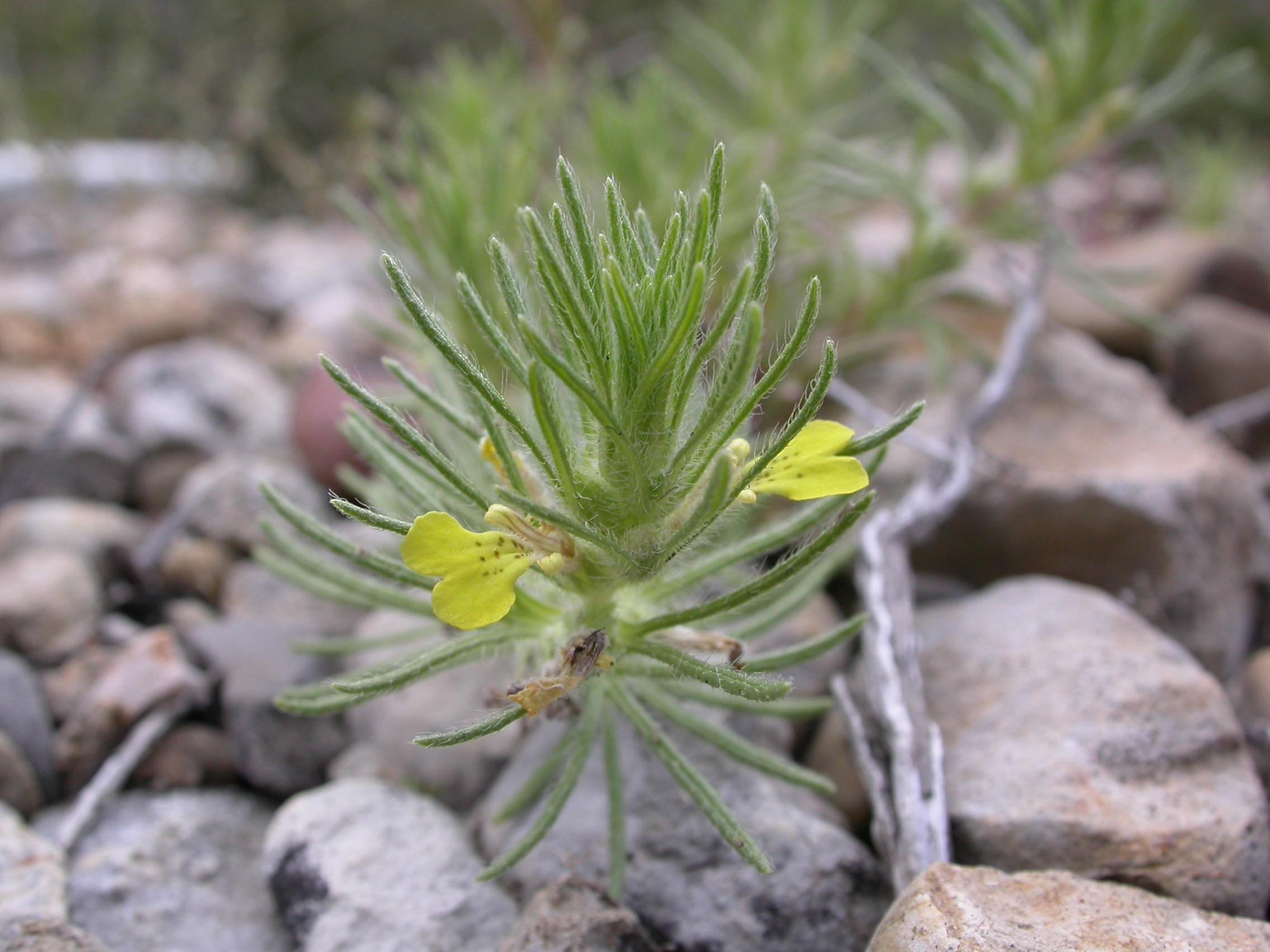
Dąbrówka żółtokwiatowa

PokrójRośliny jednoroczne i byliny o pędach często płożących i wytwarzających rozłogi, rzadko także krzewy, osiągające do 1 m wysokości.
LiścieUlistnienie naprzeciwległe. Liście niearomatyczne, zwykle pojedyncze i karbowane lub ząbkowane, rzadko głęboko wcinane lub niemal całobrzegie.
KwiatyZebrane po kilka–kilkanaście w okółkach w szczytowej części pędu. Kielich zrosłodziałkowy, 5-ząbkowy. Korona niebieska lub żółta, rzadziej biała lub różowa, w dolnej części zrośnięte płatki tworzą rurkę, w górnej – dwie wargi. Warga górna zredukowana w różnym stopniu, czasem całkowicie, warga dolna powstaje z trzech płatków i zakończona jest trzema łatkami, z których środkowa jest największa. Cztery pręciki z reguły wystają z rurki korony. Zalążnia złożona z dwóch owocolistków, dwukomorowa, w każdej komorze z dwoma zalążkami. Szyjka słupka pojedyncza, cienka, z dwudzielnym znamieniem.
OwoceCzterodzielne rozłupnie, rozpadające się na cztery pojedyncze rozłupki, czasem owoc soczysty, podobny do jagody.

## Systematyka
Pozycja systematyczna
Rodzaj z podrodziny Ajugoideae z rodziny jasnotowatych (Lamiaceae).
Wykaz gatunków
- Ajuga × adulterina Wallr.
- Ajuga arabica P.H.Davis
- Ajuga australis R.Br.
- Ajuga austroiranica Rech.f.
- Ajuga × bastarda Makino
- Ajuga bombycina Boiss.
- Ajuga boninsimae Maxim.
- Ajuga campylantha Diels
- Ajuga campylanthoides C.Y.Wu & C.Chen
- Ajuga chamaecistus Ging. ex Benth.
- Ajuga chamaepitys (L.) Schreb. – dąbrówka żółtokwiatowa
- Ajuga chasmophila P.H.Davis
- Ajuga ciliata Bunge
- Ajuga davisiana Kit Tan & Yildiz
- Ajuga decaryana Danguy ex R.A.Clement
- Ajuga decumbens Thunb.
- Ajuga dictyocarpa Hayata
- Ajuga flaccida Baker
- Ajuga forrestii Diels
- Ajuga genevensis L. – dąbrówka kosmata
- Ajuga grandiflora Stapf
- Ajuga × hybrida A.Kern.
- Ajuga incisa Maxim.
- Ajuga integrifolia Buch.-Ham. ex D.Don
- Ajuga iva (L.) Schreb.
- Ajuga japonica Miq.
- Ajuga laxmannii (L.) Benth.
- Ajuga leucantha Lukhoba
- Ajuga linearifolia Pamp.
- Ajuga lobata D.Don
- Ajuga lupulina Maxim.
- Ajuga macrosperma Wall. ex Benth.
- Ajuga makinoi Nakai
- Ajuga × mixta Makino
- Ajuga mollis Gladkova
- Ajuga multiflora Bunge
- Ajuga nipponensis Makino
- Ajuga novoguineensis A.J.Paton & R.J.Johns
- Ajuga nubigena Diels
- Ajuga oblongata M.Bieb.
- Ajuga oocephala Baker
- Ajuga ophrydis Burch. ex Benth.
- Ajuga orientalis L.
- Ajuga ovalifolia Bureau & Franch.
- Ajuga pantantha Hand.-Mazz.
- Ajuga parviflora Benth.
- Ajuga piskoi Degen & Bald.
- Ajuga postii Briq.
- Ajuga × pseudopyramidalis Schur
- Ajuga pygmaea A.Gray
- Ajuga pyramidalis L. – dąbrówka piramidalna
- Ajuga relicta P.H.Davis
- Ajuga reptans L. – dąbrówka rozłogowa
- Ajuga robusta Baker
- Ajuga salicifolia (L.) Schreb.
- Ajuga saxicola Assadi & Jamzad
- Ajuga sciaphila W.W.Sm.
- Ajuga shikotanensis Miyabe & Tatew.
- Ajuga sinuata R.Br.
- Ajuga spectabilis Nakai
- Ajuga taiwanensis Nakai ex Murata
- Ajuga tenorei C.Presl
- Ajuga tsukubana (Nakai) Okuyama
- Ajuga turkestanica (Regel) Briq.
- Ajuga vesiculifera Herder
- Ajuga vestita Boiss.
- Ajuga xylorrhiza Kit Tan
- Ajuga yesoensis Maxim. ex Franch. & Sav.
- Ajuga zakhoensis Rech.f.